# Lao Ce
Lao-Ce (Lao-Cu, kineski: 老子, pinyin: Lǎozǐ, Wade-Giles: Lao Tzu) kineski je filozof iz 6. stoljeća pr. Kr. Počasno ime mu je stari majstor. Pripisuje mu se Knjiga o putu i njegovoj krjeposti (Dao De Jing) u kojoj govori o principu tao (apsolutnom vladaru svijeta i života). Propovijedao je da svaka djelatnost mora biti u skladu s principom tao ako želi biti uspješna. To se odnosi na život u obitelji i u državi. Govorio je da sve u svijetu vječno kruži između jina i janga - dvije suprotnosti, osim tao principa koji je transcedentan.
Za njega je početak svijeta - ništa. Međutim, za njega to nije praznina, nego neodređeno nešto, što tek treba postati. Neophodan je ljudski um da bi se to odredilo i umnožilo. Dakle, samo je u prvoj fazi tao ništa, kao nepokretan, a kasnije je to princip nepokretnog kretanja.
Zanimljiva je anegdota Chuang Cea (kasniji majstor) o leptiru. Naime, sanjao je da je leptir koji leprša između cvjetova. U snu nije bio svjestan sebe kao osobe te je bio samo leptir. Iznenada se probudio i otkrio da leži u krevetu, ponovo kao ljudska osoba. Potom se zapitao: "Jesam li ja čovjek koji je sanjao da je leptir, ili sam leptir koji sanja da je čovjek?"

## Vanjske poveznice
- Laozi Hrvatska enciklopedija
- Stanford Encyclopedia of Philosophy - Laozi (engl.)
- Internet Encyclopedia of Philosophy - Laozi (engl.)
- Taoism Initiation Page - Lao Tzu Page  Arhivirana inačica izvorne stranice od 5. veljače 2005. (Wayback Machine), životopis i učenja Lao-Cea (engl.)
- The Nomadic Spirit - Lao Tse & Daoism Resources, popis mrežnih izvora o Lao-Ceu i taoizmu (engl.)